# La Nuit au musée : Le Retour de Kahmunrah
Série La Nuit au musée
La Nuit au musée : Le Secret des Pharaons
(2015)
Pour plus de détails, voir Fiche technique et Distribution.
La Nuit au Musée : Le Retour de Kahmunrah ou Une Nuit au musée : L'Ascension de Kahmunrah au Québec (Night at the Museum: Kahmunrah Rises Again) est un film d'animation américain réalisé par Matt Danner et Justin Lovell, sorti en 2022.
Il s'agit du quatrième épisode — le premier en animation — de la saga La Nuit au musée.

## Synopsis
Nick Daley, fils de Larry, l'ancien gardien du musée américain d'histoire naturelle de New York dont les œuvres prennent vie, reprend le poste de son père pour l'été. Il est confronté au retour du pharaon Kahmunrah, nouvellement transféré dans le musée.

## Fiche technique
Sauf indication contraire, les informations mentionnées dans cette section peuvent être confirmées par les bases de données cinématographiques IMDb et Allociné,  présentes dans la section « Liens externes ».
- Titre original : Night at the Museum: Kahmunrah Rises Again
- Titre français : La Nuit au Musée : Le Retour de Kahmunrah
- Titre québécois : Une Nuit au Musée : L’Ascension de Kahmunrah[1]
- Réalisation : Matt Danner et Justin Lovell
- Scénario : Ray DeLaurentis et William Schifrin, basé sur le livre de Milan Trenc
- Musique : John Paesano
  - Musiques additionnelles : Adam Hochstatter, Braden Kimball et Piotr Musial
- Son : Allan Gus, Scott A. Jennings
- Montage : Luc Perrault
- Production : Shawn Levy
  - Production déléguée : Michael Barnathan, Chris Columbus, Emily Morris et Mark Radcliffe
  - Supervision de production : Alex Cichon
- Animation : Mario R. Calva, Sean Durnin, Samantha Earle, Grace Hayes-Dineen, Garrett Ray, Nathan Slowly, Marc St-Jean, Markham Temple, Wilson Vesco et Austin Warcholak
- Sociétés de production :
  - États-Unis : 20th Century Studios, Twentieth Century Fox Animation, Fox Family Films, 21 Laps Entertainment, 1492 Pictures, Artistry In Sound et Disney+
  - Canada : Atomic Cartoons
  - Chine : Alibaba Pictures Group
- Sociétés de distribution : 20th Century Studios, Disney+
- Budget : n/a
- Pays de production :  États-Unis,  Canada,  Chine
- Langue originale : anglais
- Format : couleur — Digital — 2,00:1 (VistaVision) — son Dolby Atmos / Dolby Digital
- Genre : animation, comédie, aventure, fantastique
- Durée : 77 minutes
- Dates de sortie[2] :
  - États-Unis, Canada, France : 9 décembre 2022 (sur Disney+)
- Classification :
  - États-Unis : des scènes peuvent heurter les enfants - accord parental souhaitable (PG - Parental Guidance Suggested)[N 1]
  - Canada : certaines scènes peuvent heurter les enfants - accord parental souhaitable (PG - Parental Guidance)
  - Chine : pas de système
  - France : tous publics (conseillé à partir de 6 ans)

## Distribution

### Voix originales
- Joshua Bassett : Nick Daley
- Zachary Levi : Larry / Laaa
- Thomas Lennon : Theodore « Teddy » Roosevelt
- Joseph Kamal : Kahmunrah
- Alice Isaaz : Jeanne d'Arc
- Christie Bahna : Néfertiti
- Dee Bradley Baker : Dexter
- Jamie Demetriou : Dr McPhee
- Gillian Jacobs : Erica
- Kelemete Misipeka : le Moaï
- Chris Parnell : George Washington
- Lidia Porto : Mlle Montefusco
- Jonathan Roumie : Merenkhare
- Alexander Salamat : Attila
- Akmal Saleh : Seth
- Kieran Sequoia : Sacagawea
- Shelby Simmons : Mia
- Tenzing Norgay Trainor : Bodhi
- Jack Whitehall : Octavius
- Bowen Yang : Ronnie
- Steve Zahn : Jedediah
- Zeeko Zaki : Rê
- Stoney Emshwiller : Albert Einstein (non crédité)

### Voix françaises
- Gabriel Bismuth-Bienaimé : Nick Daley
- Maurice Decoster : Larry
- Michel Papineschi : Teddy
- Laëtitia Godès : Sacagawea
- Alice Orsat : Jeanne d'Arc
- Christian Gonon : Kahmunrah
- Marc Saez : Seth et Ronnie
- Patrick Mancini : Octavius
- Lionel Tua : Jedediah
- Pascal Casanova : Laaa
- Enzo Ratsito : Bodhi
- Pierre Laurent : Dr McPhee
- Laura Zichy : Mlle Montefusco et voix additionnelles
- Clara Soares : Erica
- Jaynelia Coadou : Mia
- Gilles Morvan : le Moaï et Râ
- Fabien Jacquelin : le pharaon Merenkahr, père de Kahmunrah

## Accueil
Maggie Lovitt pour Collider a donné la note de « A » au film, estimant qu'il était aussi captivant que les précédents opus de la série.

## Note
Ce long metrage est dedie a la memoire de Robin Williams.

## Série de films
- La Nuit au musée (Night at the Museum), film américain réalisé par Shawn Levy, sorti en 2006
- La Nuit au musée 2 (Night at the Museum: Battle of the Smithsonian), film américano-canadien réalisé par Shawn Levy, sorti en 2009
- La Nuit au musée : Le Secret des Pharaons (Night at the Museum: Secret of the Tomb), film américano-britannique réalisé par Shawn Levy, sorti en 2015
- La Nuit au musée : Le Retour de Kahmunrah (Night at the Museum: Kahmunrah Rises Again), film d'animation américain réalisé par Matt Danner et Justin Lovell, sorti en 2022